# 上野富左右
上野 富左右（うえの とみぞう、元治元年（1864年） - 1889年（明治22年）2月10日）は明治時代の自由民権運動家。現栃木県小山市出身。一時期小口姓。地元で自由民権運動に参加し、自由党急進派として大阪事件に関与、『西哲夢物語』を秘密出版して検挙され、獄中で病死した。

## 経歴

### 郷里時代
元治元年（1864年）下野国都賀郡高椅村に上野八五郎の二男として生まれた。1874年（明治7年）延島村下等小学第六級を修了し、茨城県小塙町に移り増田慈教に漢籍を学んだ。1878年（明治11年）高椅村小口音治養子となった。
1880年（明治13年）4月栃木県四等巡査となるが、11月辞職し、高椅村役場に勤めた。

### 自由民権運動
1881年（明治14年）頃自由民権運動に参加し、3月13日下都賀中節社副会長小林枡吉の呼びかけで延島村学校での集会に参加した。4月結城郡久保田村小学校教員となり、8月9日真壁郡の集会、1882年（明治15年）10月8日結城町での第一回常総野懇親会に参加した。
1883年（明治16年）頃東京に出て明治法律学校に入学、1884年（明治17年）3月代言人試験を受けた形跡があるものの、合格せず、学校も中退したと見られる。
上野家の資料では、1884年（明治17年）の加波山事件に関わり投獄されたというが、関与の証拠は見出だせない。

### 大阪事件
1883年（明治16年）5月自由党に入党した。その後、民権急進派有一館や大井憲太郎と接近し、地元有力者より資金を集めて提供し、また小山町に倶楽部設立のため、星亨、荒川高俊等に資金を求めた様子が、政府密偵により報告されている。
1885年（明治18年）12月1日大阪事件関与の嫌疑により小金井警察署に拘引され、古河警察署、水戸警察署を経て、大阪市中之島監獄に10ヶ月拘留されたが、証拠不十分で免訴となった。

### 秘密出版
政府により秘密裏に大日本帝国憲法編纂が行われる中、広瀬某よりグナイスト談話、荒川高俊よりロエスレルの憲法草案を入手し、荒川高俊と共謀してプロイセン憲法を加えて1冊とし、1887年（明治20年）10月『西哲夢物語』と題し、印刷工日向野兵蔵の名で秘密裏に出版した。
1887年（明治20年）11月15日、浅草区鴎遊館での全国有志大懇親会に出席し、大同団結運動に参加した。
1887年（明治20年）11月下旬より『西哲夢物語』出版、頒布関係者の一斉検挙が始まり、工日向野兵蔵の自白により間もなく検挙され、11月23日一旦釈放後、25日妻子と共に引致された。1888年（明治21年）3月21日上野家に復籍した。
1888年（明治21年）5月21日東京軽罪裁判所で裁判が行われ、5月23日の判決で出版の主犯、発意者とされ、出版条例違反として軽禁錮1年を言い渡された。東京控訴院に控訴するも、7月21日却下され、石川島監獄に収監された。
旧自由党員は第十二番檻に収容されたが、富左右は細川義昌に付き添われて病監に移り、1889年（明治22年）2月10日午前5時10分、劇性髄膜炎のため、荒川高俊に看取られながら獄死した。なお、翌日2月11日には大日本帝国憲法が発布され、自由党員の多くは大赦を受けて出獄した。2月12日、遺骸は日本橋小網町乙女屋小林久次郎に引き取られ、谷中天王寺で同郷持田若佐により葬儀が行われた。
1896年（明治29年）高椅村上野家墓地に墓が建てられた。